# Canton de Pouillon
Le canton de Pouillon est une ancienne division administrative française située dans le département des Landes et la région Aquitaine. Il a été supprimé par le nouveau découpage cantonal entré en vigueur en 2015.

## Géographie
Ce canton était organisé autour de Pouillon dans l'arrondissement de Dax. Son altitude variait de 5 m (Labatut) à 151 m (Tilh) pour une altitude moyenne de 99 m.

## Administration

### Conseillers généraux de 1833 à 2015
| Période | Période      | Identité                                                                  | Étiquette              | Qualité |
| ------- | ------------ | ------------------------------------------------------------------------- | ---------------------- | --- |
| 1833    | 1839         | Bernard Augustin Cardenau                                                 | Majorité ministérielle | Général de brigade Député (1818-1823 et 1830-1831)                                                                                   |
| 1839    | 1848         | Jean-Pierre Dumont-Besselère                                              |                        | Juge à Dax |
| 1848    | 1852         | François Laussucq                                                         |                        | Avoué licencié à Dax |
| 1852    | 1870 (décès) | Charles Eustache Corta                                                    | Majorité dynastique    | Avocat Député (1852-1865) Sénateur (1865-1870)                                                                                       |
| 1870    | 1883         | Baron Alexandre de Cardenau de Borda (Fils de Bernard Augustin Cardenau ) | Union des Droites      | Propriétaire à Tilh Député (1876-1881 et 1885) Maire de Tilh (1872-1884)                                                             |
| 1883    | 1889         | Jean Prosper Lassègue                                                     | Républicain            | Médecin Maire de Pouillon (1878-1886)                                                                                                |
| 1889    | 1907         | Lucien Cazaux                                                             | Droite                 | Avocat Maire de Pouillon (1888-1889)                                                                                                 |
| 1907    | 1937         | Albert Barrieu                                                            | RG-Rad.                | Propriétaire agriculteur à Pouillon Maire d'Estibeaux (1904-1919)                                                                    |
| 1937    | 1940         | Jean-François Gayon                                                       | Rad.                   | Notaire Maire de Pouillon (1935-1959), ancien conseiller d'arrondissement                                                            |
|         |              |                                                                           |                        | |
| 1943    | 1945         | Raymond de Laporterie (1886-1977)                                         |                        | Maire d'Estibeaux Nommé conseiller départemental en 1943                                                                             |
|         |              |                                                                           |                        | |
| 1945    | 1958         | Jean-François Gayon                                                       | Rad.                   | Notaire Maire de Pouillon |
| 1958    | 1959 (décès) | Jacques Dutilh                                                            | Rad.                   | Vétérinaire à Pouillon |
| 1959    | 1976         | Jean-Jacques Dutilh (fils du précédent)                                   | Rad.                   | Vétérinaire à Pouillon |
| 1976    | 2001         | Franck Marcadé                                                            | PCF                    | Agriculteur, Président du MODEF Maire de Mouscardès (1983-2001)                                                                      |
| 2001    | 2015         | Yves Lahoun                                                               | PCF                    | Professeur de collège Maire de Pouillon (1989-2014) Vice-Président du Conseil Général Élu en 2015 dans le canton d'Orthe et Arrigans |

### Conseillers d'arrondissement (de 1833 à 1940)
| Période                                  | Période      | Identité                           | Étiquette                | Qualité |
| ---------------------------------------- | ------------ | ---------------------------------- | ------------------------ | --- |
| 1833                                     | 1842         | M. Daleman                         |                          | Propriétaire à Labatut                                                                                      |
| 1842                                     | 1845 (décès) | Jean-Baptiste de Borda (1786-1845) |                          | Propriétaire à Labatut                                                                                      |
| 1845                                     | 1848         | Pierre Forestier (1778-1857)       |                          | Rentier, juge de paix à Pouillon                                                                            |
|                                          |              |                                    |                          | |
|                                          | 1886         | Pierre-Calixte Gayon               | Républicain              | Notaire, conseiller municipal de Pouillon (maire de 1908 à 1919)                                            |
| 1886                                     | 1889         | Lucien Cazaux                      | Droite                   | Avocat, maire de Pouillon (1888-1889)                                                                       |
| 1889                                     | 1898         | M. Tastet                          | Républicain opportuniste | |
| 1898                                     |              | M. d'Armantier                     | Républicain indépendant  | |
|                                          |              |                                    |                          | |
| 1904                                     | 1919         | Henri Labat                        | Radical                  | Vétérinaire à Pouillon                                                                                      |
| 1919                                     | 1928         | Alexis Monet                       | Républicain              | |
| 1928                                     | 1937         | Jean-François Gayon (1889-1962)    | Radical                  | Notaire, maire de Pouillon (1935-1959)                                                                      |
| 1937                                     | 1940         | Marcelin Darricau                  | Radical                  | Cultivateur, adjoint au maire de Habas                                                                      |
| 1940                                     |              |                                    |                          | Les conseils d'arrondissement ont été suspendus par la loi du 12 octobre 1940 et n'ont jamais été réactivés |
| Les données manquantes sont à compléter. |              |                                    |                          | |

## Composition
Le canton de Pouillon groupait onze communes et comptait 10 477 habitants (population municipale au 1er janvier 2007).
| Communes   | Population (2012) | Code postal | Code Insee |
| ---------- | ----------------- | ----------- | ---------- |
| Cagnotte   | 653               | 40300       | 40059      |
| Estibeaux  | 568               | 40290       | 40095      |
| Gaas       | 462               | 40350       | 40101      |
| Habas      | 1 490             | 40290       | 40118      |
| Labatut    | 1 268             | 40300       | 40132      |
| Mimbaste   | 1 013             | 40350       | 40183      |
| Misson     | 706               | 40290       | 40186      |
| Mouscardès | 270               | 40290       | 40199      |
| Ossages    | 454               | 40290       | 40214      |
| Pouillon   | 2 782             | 40350       | 40233      |
| Tilh       | 811               | 40360       | 40316      |

## Démographie
| 1962  | 1968  | 1975  | 1982  | 1990  | 1999  | 2006   | 2007   | - |
| ----- | ----- | ----- | ----- | ----- | ----- | ------ | ------ | - |
| 9 196 | 9 564 | 8 982 | 9 038 | 9 090 | 9 508 | 10 348 | 10 477 | - |